# Lipnik (gmina)
Pour les articles homonymes, voir Lipnik.
Lipnik est une gmina rurale du powiat de Opatów, Sainte-Croix, dans le centre-sud de la Pologne. Son siège est le village de Lipnik, qui se situe environ 10 km au sud-est d'Opatów et 64 km à l'est de la capitale régionale Kielce.
La gmina couvre une superficie de 81,7 km2 pour une population de 5 751 habitants.

## Géographie
La gmina inclut les villages d'Adamów, Gołębiów, Grocholice, Kaczyce, Kurów, Leszczków, Lipnik, Łownica, Malice Kościelne, Malżyn, Męczennice, Międzygórz, Słabuszewice, Słoptów, Sternalice, Studzianki, Swojków, Ublinek, Usarzów, Włostów, Zachoinie et Żurawniki.
La gmina borde les gminy de Iwaniska, Klimontów, Obrazów, Opatów, Wilczyce et Wojciechowice.